# Tijdverdrijver (Harry Potter)
De tijdverdrijver (Engels: Time-Turner) is een magisch object uit de Harry Potterboekenreeks van J.K. Rowling. Het stelt de gebruiker in staat om terug in de tijd te reizen.
Het object ziet eruit als een kleine zandloper, voor iedere draai gaat de gebruiker één uur terug in de tijd. De Tijdverdrijvers worden vooral gebruikt op het Ministerie van Toverkunst (zie Orde van de Feniks), maar ook in sommige andere gevallen, zoals door Hermelien Griffel in het derde boek, waar zij hem gebruikt om alle schoolvakken, die vaak tegelijkertijd gegeven worden, te kunnen volgen.
In het derde boek gebruikt Hermelien de Tijdverdrijver zeer nuttig om twee levens te redden, namelijk dat van Sirius Zwarts (Harry's peetoom) en dat van Scheurbek (de Hippogrief die door Hagrid wordt verzorgd). Ze gaat er, samen met Harry, mee terug in de tijd. Het verleden wordt daarbij in feite echter niet veranderd, omdat Sirius en Scheurbek al gered waren door Hermelien en Harry, aangezien hun toekomstige zelf naar het verleden zou reizen en ze er dus al waren vóórdat zijzelf naar het verleden zouden reizen om hen te redden (zie ook de predestinatieparadox). Er ontstaat dus geen alternatieve tijdlijn waarin gebeurtenissen anders verliepen dan dat ze liepen.
In het vijfde boek werden de Tijdverdrijvers die op het Ministerie van Toverkunst bewaard werden kapotgeslagen tijdens het gevecht tussen enkele leden van de SVP en enkele Dooddoeners.
In Harry Potter en het Vervloekte Kind wordt de "tijdverdijver" gebruikt door Albus Potter en Scorpius Malfidus om Carlo Kannewasser weer terug te halen naar het heden, met alle gevolgen van dien.